# Stærekassen (dokumentarfilm)
Stærekassen er en dansk dokumentarfilm fra 1972 instrueret af Christian Braad Thomsen efter eget manuskript.

## Handling
Et nedrivningsramt hus på Christianshavn. Beboere: Hippier, arbejdere, gamle, unge og rockgruppen Gasolin. Slaget mod Urban Hansen om bevarelse af ejendommen er tabt og der diskuteres livligt, hvad man skal gøre: Teltlejr i Urbans have, resignere, smide bomber, passiv modstand. 3. del af Slumstormer-trilogien.
Filmen er produceret på Filmværkstedet. 

## Medvirkende
- Kim Larsen
- Ib Michael